# Sous-cortical

Sous-cortical est un terme qui qualifie, en neurosciences, les régions du cerveau situées anatomiquement en dessous de la couche de cortex cérébral. Dans un sens un peu plus précis, il s'agit des noyaux de substance grise du télencéphale qui constituent les ganglions de la base, l'hippocampe (on l'inclut parfois avec l'ensemble formation hippocampique) et le complexe amygdalien. 
Par abus de langage, on dit parfois de structures comme le cervelet, le thalamus ou le tronc cérébral qu'elles participent à des circuits sous-corticaux (par opposition à des circuits corticaux qui mettent en jeu uniquement le cortex cérébral) or ces structures ne font pas partie du télencéphale.